# Recordando Otra Vez
Recordando Otra Vez è il ventiseiesimo album del cantante statunitense Marcos Witt. Venne registrato in occasione di un'esibizione pubblica a Los Angeles. Con questo album ha vinto il Latin Grammy Award 2003 come Miglior Album Cristiano, il 5 ottobre 2007 gli è stato riconosciuto il disco di Platino e nel 2005 ha avuto una nomination ai Dove Award come Album Spagnolo dell'Anno.

## Tracce
1. "Cantando Alegre Seguiré" - 3:56
2. "Que Lindo es mi Cristo" - 3:56
3. "Súplica" (feat. Gadiel Espinoza) - 5:41
4. "América Será Para Cristo" - 3:12
5. "Oh Jesús Creo en Ti" - 5:14
6. "Quiero Cantar una Linda Canción" - 3:19
7. "Peña de Horeb" (feat. Ralphy Rodríguez) - 2:50
8. "Usa mi Vida" (feat. Gadiel Espinoza) - 4:24
9. "Bendice Hoy" (feat. Vicente Motaño) - 4:42
10. "Solamente en Cristo" - 1:16
11. "Sólo Dios hace al Hombre Feliz" - 0:54
12. "Vamos Orando" - 1:10
13. "Siento el Fuego" - 1:41
14. "Le Voy a Cristo" - 3:32
15. "Te Tengo a Ti" - 5:10
16. "Ayer, Hoy y Siempre" - 4:38
17. "He Decidido Seguir a Cristo" - 5:23
18. "Te Vengo a Decir" - 3:05